# Office de catéchèse du Québec
L'Office de catéchèse du Québec (OCQ ; autrefois l'Office catéchistique provincial) est un organisme institué par l'Assemblée des évêques catholiques du Québec (AECQ) pour soutenir les diocèses du Québec dans leur mission catéchétique.

## Histoire
Au moment de sa fondation en 1952, l'Office catéchistique provincial était voué à la catéchèse à l’école. À cette époque, il a conçu divers programmes et manuels pédagogiques pour fonder ce qu'on appelait la nouvelle catéchèse. En effet, avant ce temps, c'était le Petit Catéchisme de Québec qui était enseigné aux jeunes.
En 1971, son nom s'est transformé pour Office de catéchèse du Québec. Avec le temps, des productions ont été pensées pour d'autres milieux que l'école. D'ailleurs, la catéchèse ne concerne pas que les enfants, mais les personnes de tous âges qui s'éduquent à la foi chrétienne. 
À compter de 2001, l'OCQ a été impliqué dans ce qui a été appelé le virage catéchétique qui a amené la catéchèse de l'école à la paroisse. L'enseignement confessionnel de la religion n'est plus assuré dans le réseau scolaire québécois depuis 2008. L'OCQ a donc outillé les paroisses pour prendre la relève de la catéchèse en Église.
Depuis 2007, l'OCQ propose du matériel pour le Dimanche de la catéchèse, une activité annuelle en paroisse.

## Productions
L’OCQ a publié une série de parcours pour les jeunes de 6 à 12 ans, largement utilisée en plusieurs diocèses auprès de ce groupe d’âge :
- Laisse-moi te raconter[3] (6 à 8 ans) ;
- Au fil des saisons[4] (8-9 ans) ;
- L'Amour en fête[5] (9-10 ans) ;
- Libre et Responsable[6] (10-12 ans).

L'OCQ produit l'émission de radio Question d'aujourd'hui animée par Mario Bard à Radio VM et Radio Galilée.
Le site web de l'OCQ propose une banque de vidéos visant les personnes en quête de sens. On y retrouve des réalisations de François Dubé, gagnant de la course Évasion ainsi qu'une série de quatre vidéos dans lesquels Jean-François Casabonne, Marcel Pomerlo, David Morin et Claude Lemieux incarnent les quatre évangélistes. 
En collaboration avec la Société catholique de la Bible (SOCABI) et du site interBible, l'OCQ a mis en ligne Ouvrir les Écritures un parcours de formation biblique gratuit pour lire et comprendre le Nouveau Testament et l'Ancien Testament.

## Voies d'avenir
Le nombre de personnes demandant l'initiation sacramentelle, tout comme la pratique religieuse, est en baisse au Québec. Alors qu'autrefois la catéchèse était pensée autour des sacrements, aujourd'hui, elle s'oriente plus largement vers l'initiation à la vie chrétienne. 
L'OCQ participe à la réflexion pour l'élaboration de catéchèses dites intergénérationnelles qui rejoint en même temps des enfants, des adolescents et des adultes de tous âges.